# Atletica leggera ai Giochi della XIX Olimpiade - Salto triplo

Video della Finale (film ufficiale dei Giochi)

Video della Finale (commento in italiano, immagini in B/N))

Il salto triplo ha fatto parte del programma maschile di atletica leggera ai Giochi della XIX Olimpiade. La competizione si è svolta nei giorni 16-17 ottobre 1968 allo Stadio Olimpico Universitario di Città del Messico.

## L'eccellenza mondiale
| Primatista mondiale      | 17,03 1960 | Józef Szmidt      | Presente |
| Campione olimpico 1964   | 16,85      | Józef Szmidt      | Presente |
| Campione europeo 1966    | 16,67      | Georgi Stojkovski | Presente |
| Vincitore dei Trials USA | 16,62      | Art Walker        | Presente |

## Risultati

### Turno eliminatorio

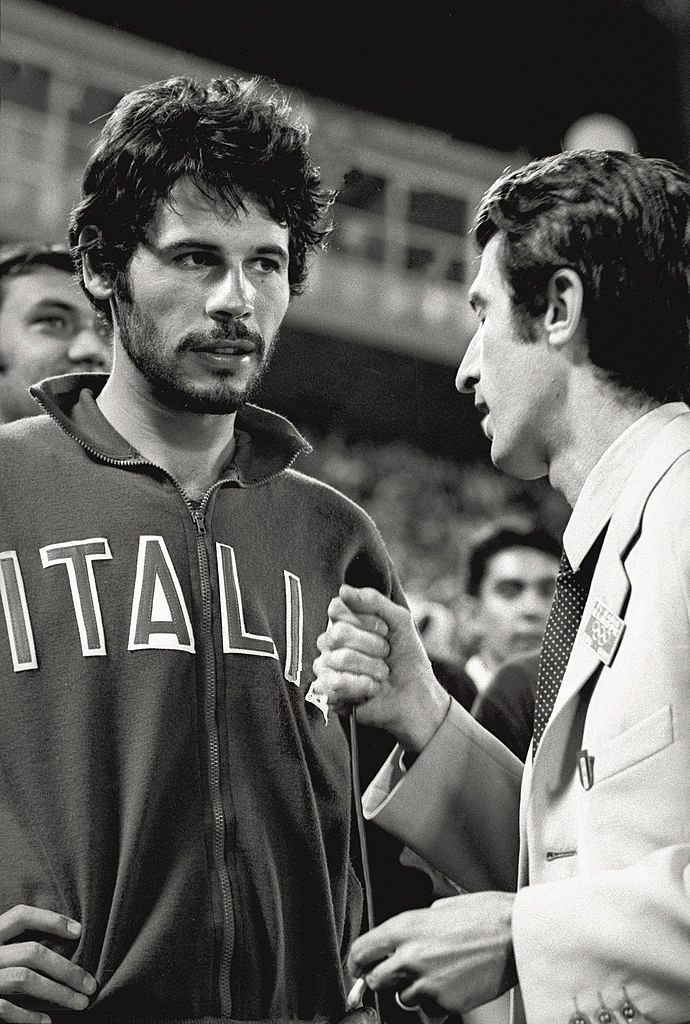
Giuseppe Gentile intervistato allo stadio olimpico universitario di Città del Messico nel 1968

Qualificazione16,10 m o migliori 12 atleti
L'accesso alla finale è concesso al raggiungimento al raggiungimento dei 16,10 metri o ai migliori 12 atleti: tredici tra i trentaquattro partecipanti ottengono la misura minima richiesta. L'italiano Giuseppe Gentile, dopo un primo salto nullo, salta a 17,10 m battendo record mondiale di 17,03 m che apparteneva al polacco Józef Szmidt.
| Pos | Gruppo | Atleta              | 1° salto | 2° salto | 3° salto | Risultato | Note |
| --- | ------ | ------------------- | -------- | -------- | -------- | --------- | ---- |
| 1   | A      | Giuseppe Gentile    | X        | 17,10    | –        | 17,10     | Q    |
| 2   | B      | Mansour Dia         | 16,58    | –        | –        | 16,58     | Q    |
| 3   | B      | Art Walker          | 16,49    | –        | –        | 16,49     | Q    |
| 4   | B      | Nélson Prudêncio    | 15,79    | 16,46    | –        | 16,46     | Q    |
| 5   | A      | Phil May            | 16,32    | –        | –        | 16,32     | Q    |
| 6   | B      | Georgi Stojkovski   | 15,26    | X        | 16,24    | 16,24     | Q    |
| 7   | B      | Viktor Saneev       | 16,22    | –        | –        | 16,22     | Q    |
| 8   | A      | Şerban Ciochină     | 15,93    | 16,07    | 16,21    | 16,21     | Q    |
| 9   | B      | Luis Felipe Areta   | 15,94    | 16,20    | –        | 16,20     | Q    |
| 10  | B      | Joachim Kugler      | 15,79    | 16,20    | –        | 16,20     | Q    |
| 11  | A      | Józef Szmidt        | X        | 16,19    | –        | 16,19     | Q    |
| 12  | B      | Henrik Kalocsai     | 15,44    | 16,16    | –        | 16,16     | Q    |
| 13  | B      | Nikolay Dudkin      | 15,81    | 16,15    | –        | 16,15     | Q    |
| 14  | B      | Jan Jaskólski       | 15,79    | 16,04    | –        | 16,04     |      |
| 15  | A      | Michael Sauer       | 15,61    | 16,02    | 15,84    | 16,02     |      |
| 16  | A      | Derek Boosey        | 15,07    | 15,99    | 16,01    | 16,01     |      |
| 17  | A      | Norman Tate         | 13,43    | 15,84    | 15,83    | 15,84     |      |
| 18  | B      | Pertti Pousi        | X        | 15,84    | 15,74    | 15,84     |      |
| 19  | A      | Yukito Muraki       | X        | 15,37    | 15,83    | 15,83     |      |
| 20  | A      | Tim Barrett         | X        | 15,06    | 15,79    | 15,79     |      |
| 21  | A      | Dave Smith          | X        | X        | 15,75    | 15,75     |      |
| 22  | A      | Evangelos Vlasis    | 15,47    | 15,52    | 15,71    | 15,71     |      |
| 23  | B      | Fred Alsop          | 12,93    | 15,71    | 15,50    | 15,71     |      |
| 24  | B      | Johnson Amoah       | 15,65    | 15,28    | 15,65    | 15,65     |      |
| 25  | B      | Aşkın Tuna          | 15,65    | X        | 15,43    | 15,65     |      |
| 26  | B      | Heinz-Günter Schenk | X        | 14,72    | 15,61    | 15,61     |      |
| 27  | B      | Dragán Ivanov       | 15,61    | X        | 14,42    | 15,61     |      |
| 28  | A      | Samuel Igun         | 15,40    | 13,86    | 15,46    | 15,46     |      |
| 29  | A      | Aleksandr Zolotarev | 15,41    | 14,72    | X        | 15,41     |      |
| 30  | B      | Lennox Burgher      | 15,20    | 15,29    | 15,14    | 15,29     |      |
| 31  | A      | Chen Ming-Chi       | 15,29    | 15,04    | 14,76    | 15,29     |      |
| 32  | A      | Klaus Neumann       | 15,16    | X        | –        | 15,16     |      |
| 33  | B      | Héctor Serrate      | 15,09    | 15,05    | 14,89    | 15,09     |      |
| 34  | A      | Zoltán Cziffra      | 15,04    | X        | –        | 15,04     |      |

### Finale
La gara è ricordata per i quattro record del mondo stabiliti in successione da Gentile, Saneev, Prudêncio e ancora Saneev. Al primo turno l'italiano superò di 12 centimetri il record da lui stesso fissato nelle qualificazioni del giorno prima, atterrando a 17,22 metri. Al terzo turno il sovietico Saneev superò il record di Gentile con la misura di 17,23 metri. Gentile non riuscì più a replicare al sovietico e neppure al brasiliano Prudêncio. Quest'ultimo, che prima dei Giochi aveva un personale di 16,30, stabilì l'ennesimo record mondiale di giornata al quinto turno di salto con la misura di 17,27 metri. Fu nuovamente Saneev - all'ultimo tentativo - a ritoccare il primato mondiale con la misura di 17,39 metri, diventando il nuovo campione olimpico. Józef Szmidt (olimpionico nel 1960 e nel 1964) si fermò a 16,89 metri e si classificò settimo mentre il campione europeo Georgi Stojkovski saltò 16,46 metri, finendo nono.
Tra salti di qualificazione e finale, il record mondiale fu quindi battuto cinque volte. A conferma dell'elevatissimo tasso tecnico della gara, i primi cinque atleti della classifica finale superarono il precedente record del mondo e i primi sette andarono oltre quello olimpico di 16,85 metri (J. Szmidt a Tokyo 1964). Tra il record mondiale dell'atleta polacco e quello di Saneev la differenza fu di 36 centimetri mentre nella sola finale il record fu migliorato di 29 centimetri. Ultimo dato tecnico: i tre salti più lunghi, ossia quelli di Saneev e quello di Prudêncio, furono tutti e tre omologati con un vento esattamente pari a 2,0 m/s, il massimo consentito dal regolamento.
| Pos     | Paese e Atleta    | 1º salto | 2º salto | 3º salto | 4º salto | 5º salto | 6º salto | Miglior Misura | Note            |
| ------- | ----------------- | -------- | -------- | -------- | -------- | -------- | -------- | -------------- | --------------- |
| Oro     | Viktor Saneev     | 16,49    | 16,84    | 17,23    | 17,02    | 16,81    | 17,39    | 17,39          | Record mondiale |
| Argento | Nélson Prudêncio  | 16,33    | 17,05    | 16,75    | X        | 17,27    | 17,15    | 17,27          |                 |
| Bronzo  | Giuseppe Gentile  | 17,22    | X        | X        | X        | 16,54    | X        | 17,22          |                 |
| 4       | Art Walker        | 15,43    | 16,45    | 16,77    | 16,48    | X        | 17,12    | 17,12          |                 |
| 5       | Nikolaj Dudkin    | 16,15    | 16,70    | 16,37    | 16,73    | 17,09    | 16,53    | 17,09          |                 |
| 6       | Phil May          | 15,48    | 16,58    | 16,51    | 17,02    | X        | -        | 17,02          |                 |
| 7       | Józef Szmidt      | 16,06    | 16,77    | X        | 16,66    | X        | 16,89    | 16,89          |                 |
| 8       | Mansour Dia       | 16,71    | 16,48    | 15,44    | 16,73    | 16,64    | 15,83    | 16,73          |                 |
| 9       | Georgi Stojkovski | 16,28    | 16,46    | 16,19    |          |          |          | 16,46          |                 |
| 10      | Henrik Kalocsai   | 16,45    | 16,39    | 16,20    |          |          |          | 16,45          |                 |
| 11      | Joachim Kugler    | 12,87    | x        | 15,90    |          |          |          | 15,90          |                 |
| 12      | Luis Felipe Areta | 15,72    | 15,75    | 14,80    |          |          |          | 15,75          |                 |
| 13      | Şerban Ciochină   | X        | X        | 15,62    |          |          |          | 15,62          |                 |